# جوش دين
جوش دين (بالإنجليزية: Josh Dean)‏ (و. 1979  م) هو ممثل مسرحي، وممثل أفلام كندي، ولد في بورنبي.

## وصلات خارجية
- جوش دين على موقع IMDb (الإنجليزية)
- جوش دين على موقع ألو سيني (الفرنسية)
- جوش دين على موقع أول موفي (الإنجليزية)
- جوش دين على موقع قاعدة بيانات الفيلم (الإنجليزية)
- جوش دين على موقع كينوبويسك (الروسية)